# ميكلوس كوفاكس
ميكلوس كوفاكس (بالمجرية: Kovacsics Miklós)‏ (20 أبريل 1953 – 2 فبراير 2005) لاعب كرة يد مجري شارك في الألعاب الأولمبية الصيفية لعام 1980. في عام 1980 لعب ثلاث مباريات كعضو في الفريق المجري الذي حل في المركز الرابع في البطولة الأولمبية . 

## روابط خارجية
- ميكلوش كوڤاتشيتش على موقع أوليمبيديا (الإنجليزية)